# 工藤教孝
工藤 教孝（くどう のりたか、1973年（昭和48年） - ）は、日本の経済学者。専門はマクロ経済学、金融論。Ph.D.（ニューヨーク州立大学、2000年）。名古屋大学大学院経済学研究科教授。

## 略歴

### 学歴
- 1992年3月　山口県立山口高等学校理数科卒業
- 1992年4月　立命館大学経済学部入学
- 1996年3月　立命館大学経済学部卒業
- 1996年8月　ニューヨーク州立大学バッファロー校経済学研究科博士課程入学
- 2000年4月　ニューヨーク州立大学バッファロー校経済学研究科博士課程修了
- 2000年6月　Ph.D.（経済学）（ニューヨーク州立大学）

### 職歴
- 2000年10月　一橋大学大学院経済学研究科講師
- 2002年4月　関西大学経済学部講師
- 2004年4月　関西大学経済学部助教授
- 2005年4月　北海道大学大学院経済学研究科助教授
- 2007年4月　北海道大学経済学研究科准教授
- 2015年9月　名古屋大学大学院経済学研究科教授[1]

### 非常勤講師
- 2000年7月　ニューヨーク州立大学（Introduction to Macroeconomics、夏期集中）
- 2004年8月　神戸大学大学院（動学マクロ経済理論と貨幣経済、夏期集中）
- 2005年度　関西大学（演習、夏期・冬期集中）
- 2009年度　京都大学経済研究所
- 2011年度　京都大学経済研究所

## 著書
- 『サーチ理論 分権的取引の経済学』（今井亮一 工藤教孝 佐々木勝 清水崇 著）（東京大学出版会 2007年10月 ISBN 9784130402354）